# Amphilochus pillaii
Amphilochus pillaii är en kräftdjursart. Amphilochus pillaii ingår i släktet Amphilochus och familjen Amphilochidae. Inga underarter finns listade i Catalogue of Life.